# Hrîbova, Lanivți
Hrîbova (în ucraineană Грибова) este un sat în comuna Hrînkî din raionul Lanivți, regiunea Ternopil, Ucraina.

## Demografie
Componența lingvistică a localității Hrîbova
     Ucraineană (99,05%)
     Alte limbi (0,83%)
Conform recensământului din 2001, majoritatea populației localității Hrîbova era vorbitoare de ucraineană (99,05%), existând în minoritate și vorbitori de alte limbi.